# ديشوم (فلم)
ديشوم هو فيلم كوميدي هندي لعام 2016 من إخراج روهيت داوان وإنتاج ساجيد ناديادوالا، من بطولة جون أبراهام وفارون دهاوان وجاكلين فيرنانديز وأكشاي خانا وثاقب سليم، ويضم بارنيتي تشوبرا وأكشاي كومار ونرجس فخري في مشاهد خاصة.
تدور أحداث الفيلم حول شرطيين عيينا لإنقاذ لاعب كريكيت هندي مخطوف في باكستان.

## روابط خارجية
- مقالات تستعمل روابط فنية بلا صلة مع ويكي بيانات